# محمد القرني (لاعب كرة قدم مواليد 1989)
محمد القرني من مواليد (24 نوفمبر 1989) يلعب حاليا في نادي العروبة .

## مسيرة اللاعب
لعب سابقاً في نادي الهلال و نادي القادسية و نادي الشباب و نادي الوحدة و نادي الباطن.

## بطولاته مع الهلال
- كأس ولي العهد (مواسم) :(2009)،(2010) ،(2011) ،(2012) ،(2013)
- الدوري السعودي :موسم (2010-2011)
- كأس الملك (2015)
- كأس السوبر السعودي 2015

## روابط خارجية
- محمد القرني على موقع قاعدة بيانات كرة القدم.إي يو (الإنجليزية)
- محمد القرني على موقع Soccerway.com (الإنجليزية)
- محمد القرني على موقع كووورة